# 升仙太子碑
升仙太子碑位于中华人民共和国河南省洛阳市偃师区府店镇南缑山上，立于武周圣历二年（699年），碑额由武则天用飞白书书写“升仙太子之碑”6个大字，碑阳为正文，亦由武则天题写，碑阴的《游仙篇》杂言诗、题名等则分别出自当时的书法名家薛曜和钟绍京之手。升仙太子碑于2006年被公布为第六批全国重点文物保护单位。

## 历史

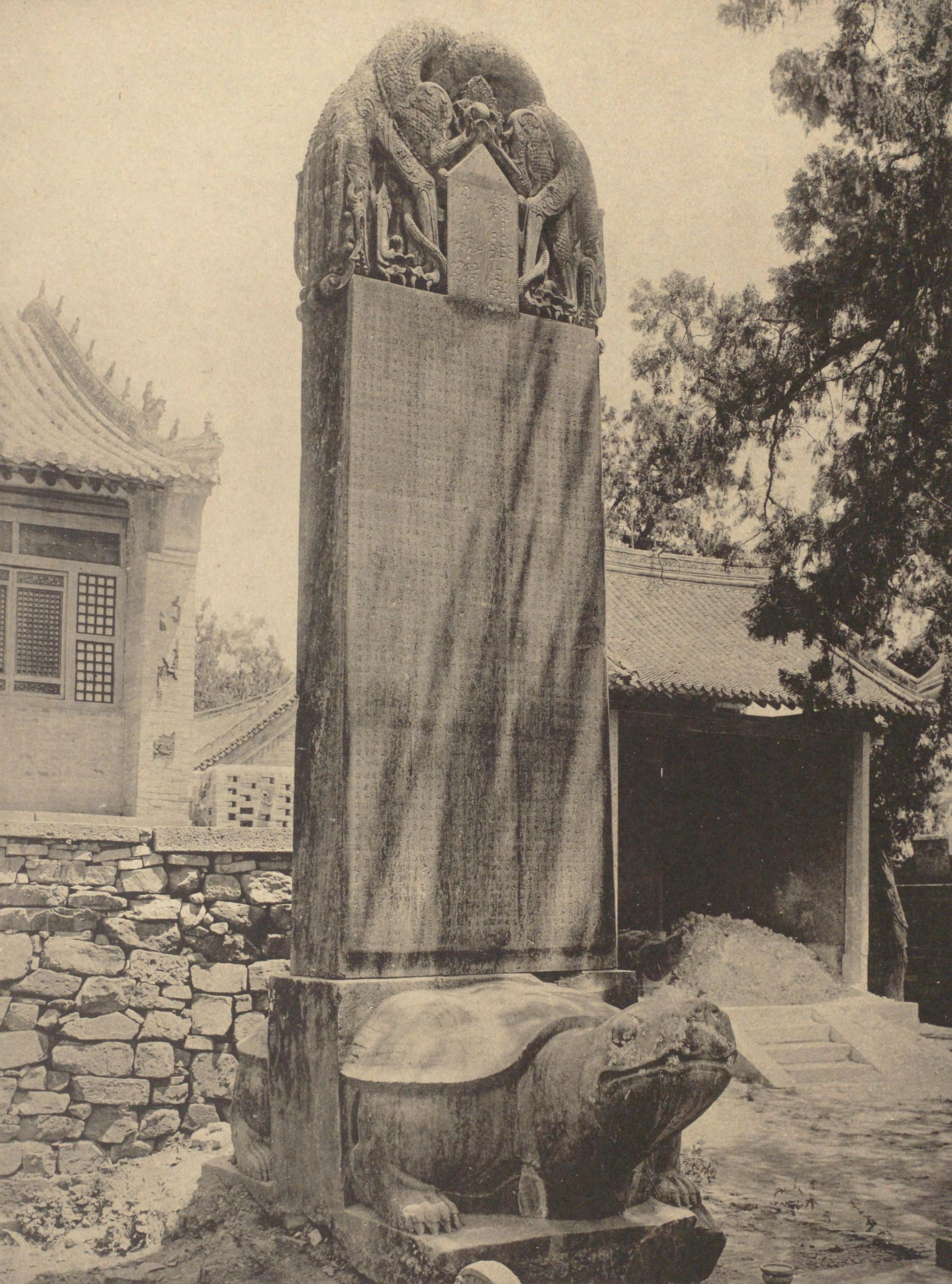
1918年的升仙太子碑

武周圣历二年（699年）二月初四，武则天由洛阳前往登封封禅途中，于缑山留宿，游览当时刚竣工的升仙太子庙，并撰写此碑文，记述周灵王太子晋升仙的故事。同年六月立此碑。太子晋又称太子乔，相传在缑山得道，驾鹤登天。武则天在碑文前部分叙述了太子晋的生平和得道升仙的经过，后半部分则主要叙述了重建升仙太子庙的经过，并借此神话传说比附自身，赞美了当时的武周社会。

## 艺术价值

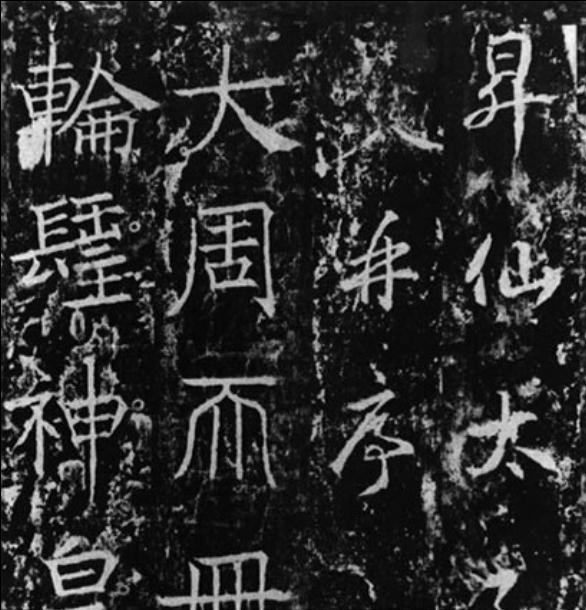
升仙太子碑拓片局部

升仙太子碑为武则天仅存的书迹，被称为“天下女子第一书”。碑额“升仙太子之碑”六字以飞白书书写，还有奇特的鸟形修饰，通过顿挫及抖动，产生舒展、飘逸之感，为唐代少见的飞白体题额。碑阳正文以行草为主，但兼具章草韵味，在书法界享有盛名。碑阴则有当时的书法名家薛曜书写的《游仙篇》，此外还有薛稷、钟绍京书写的《升仙太子碑碑阴题名》，具有较高的书法艺术价值。同时，该碑也是研究武周时期历史的宝贵史料。